# Placostroma lorentzianum
Placostroma lorentzianum är en svampart som först beskrevs av Speg., och fick sitt nu gällande namn av Theiss. & Syd. 1915. Placostroma lorentzianum ingår i släktet Placostroma och familjen Phyllachoraceae.   Inga underarter finns listade i Catalogue of Life.